# Mammillaria duwei
Mammillaria duwei är en kaktusväxtart som beskrevs av Rogoz. och P.J. Braun. Mammillaria duwei ingår i släktet Mammillaria och familjen kaktusväxter. Inga underarter finns listade i Catalogue of Life.

## Bildgalleri

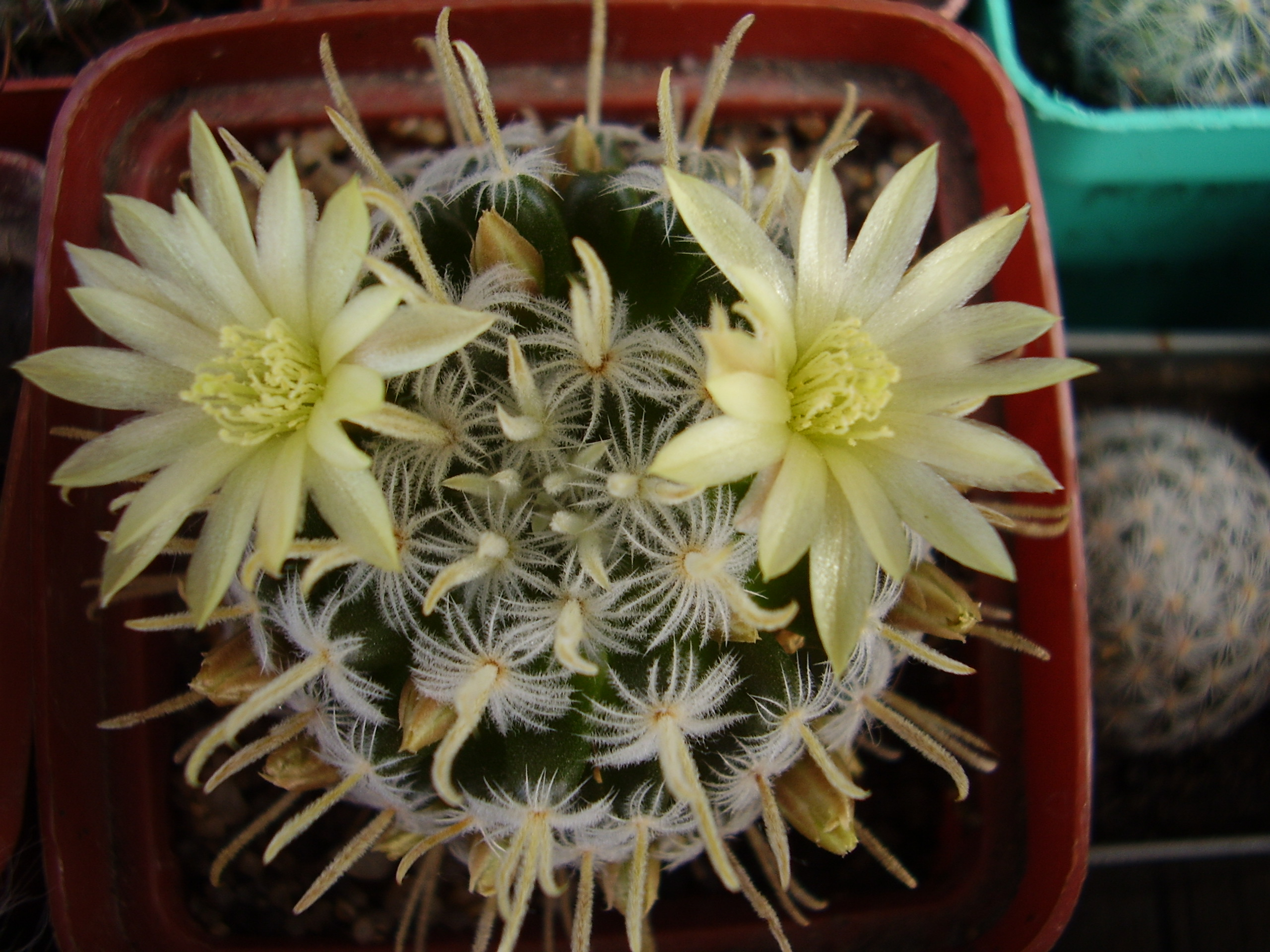
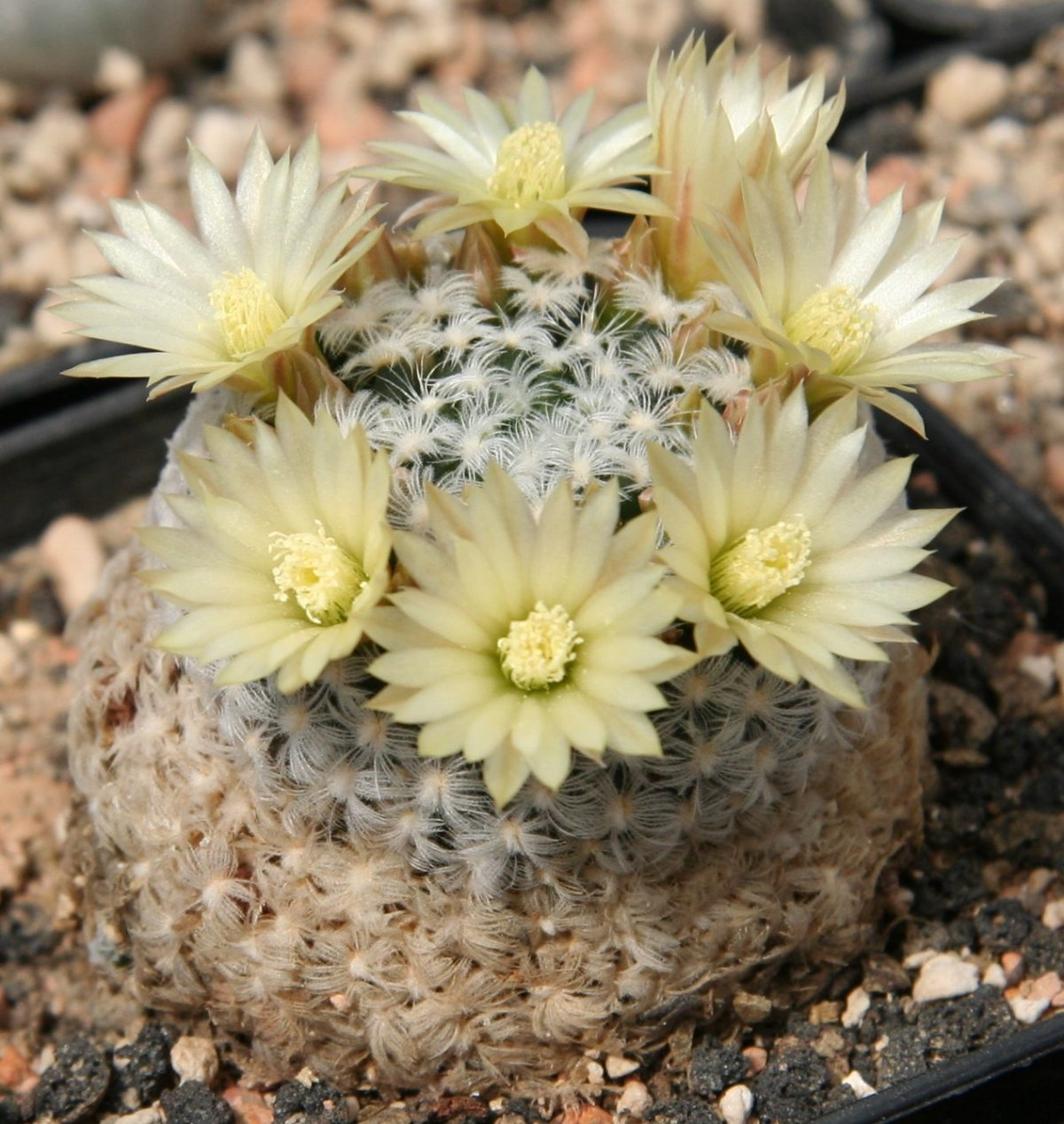
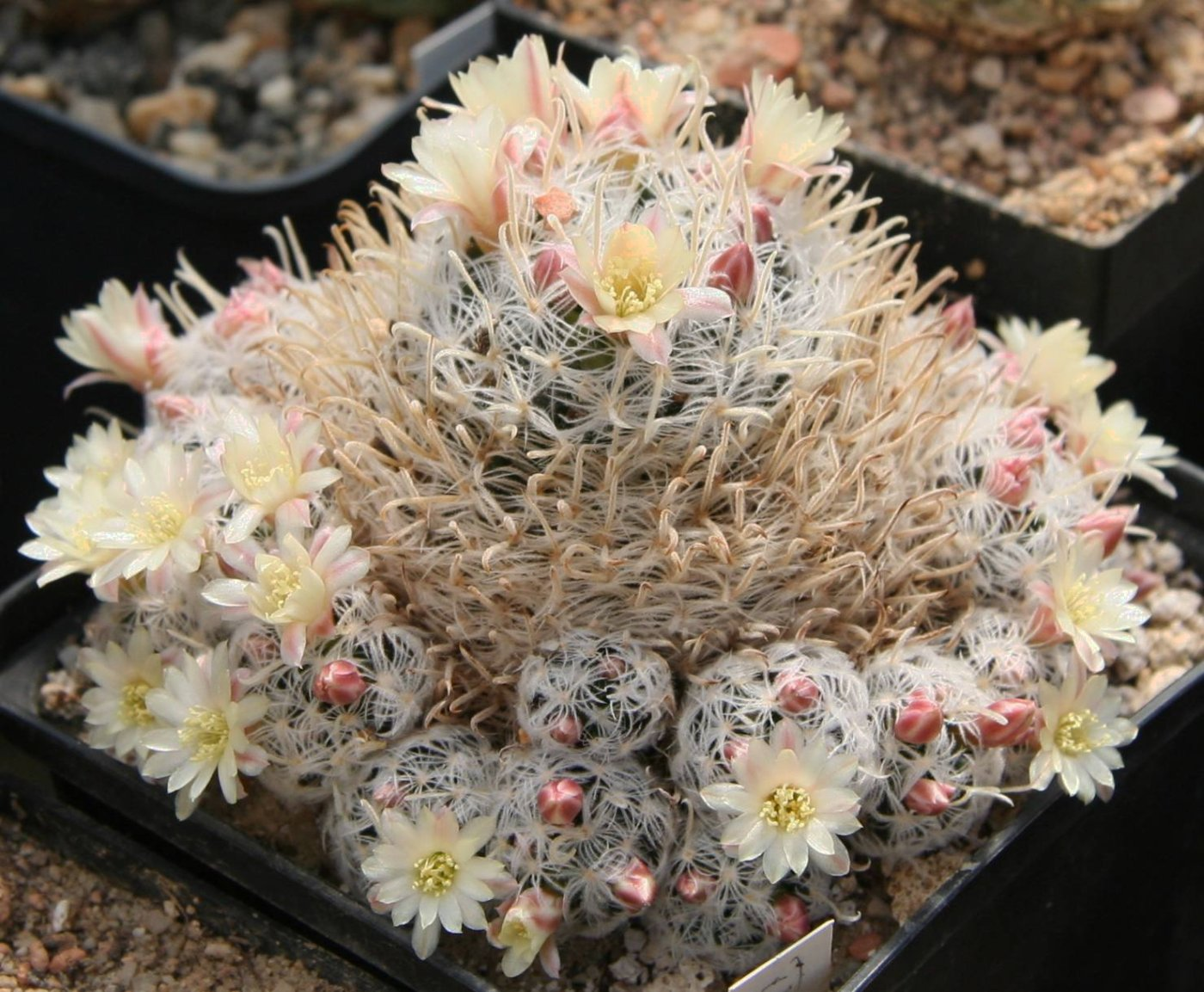
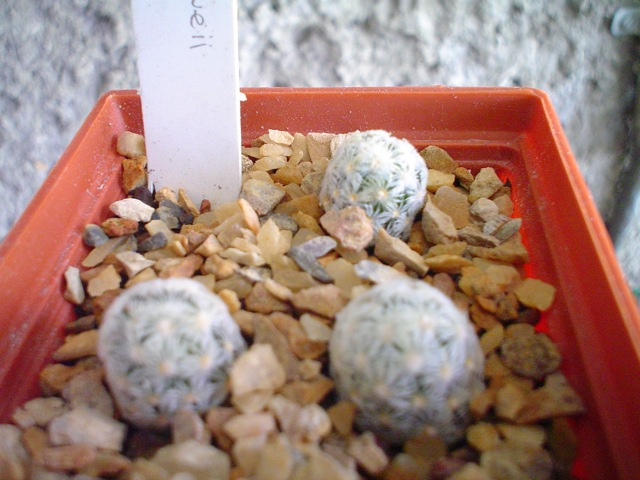

## Externa länkar

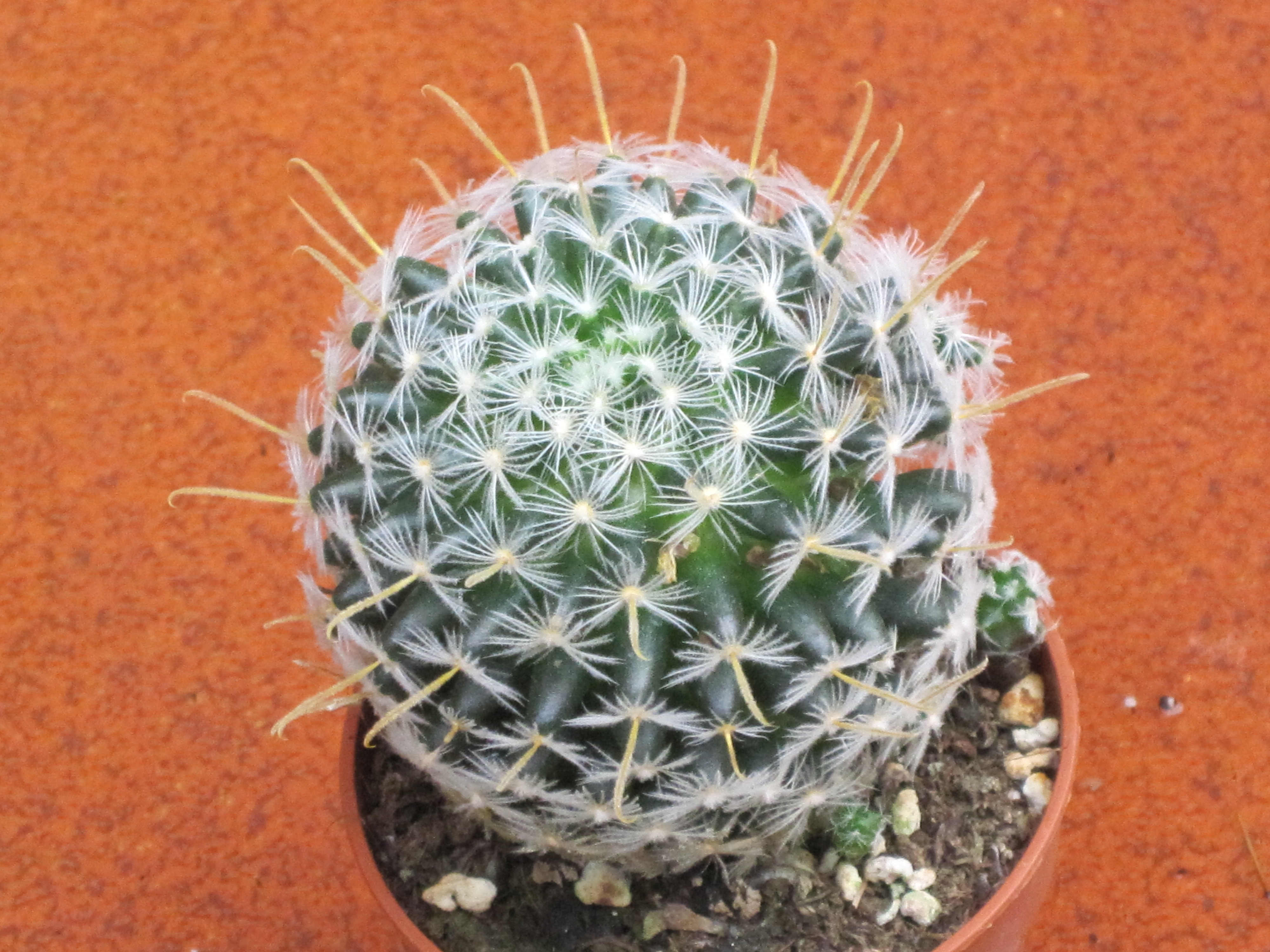
Mammillaria duwei

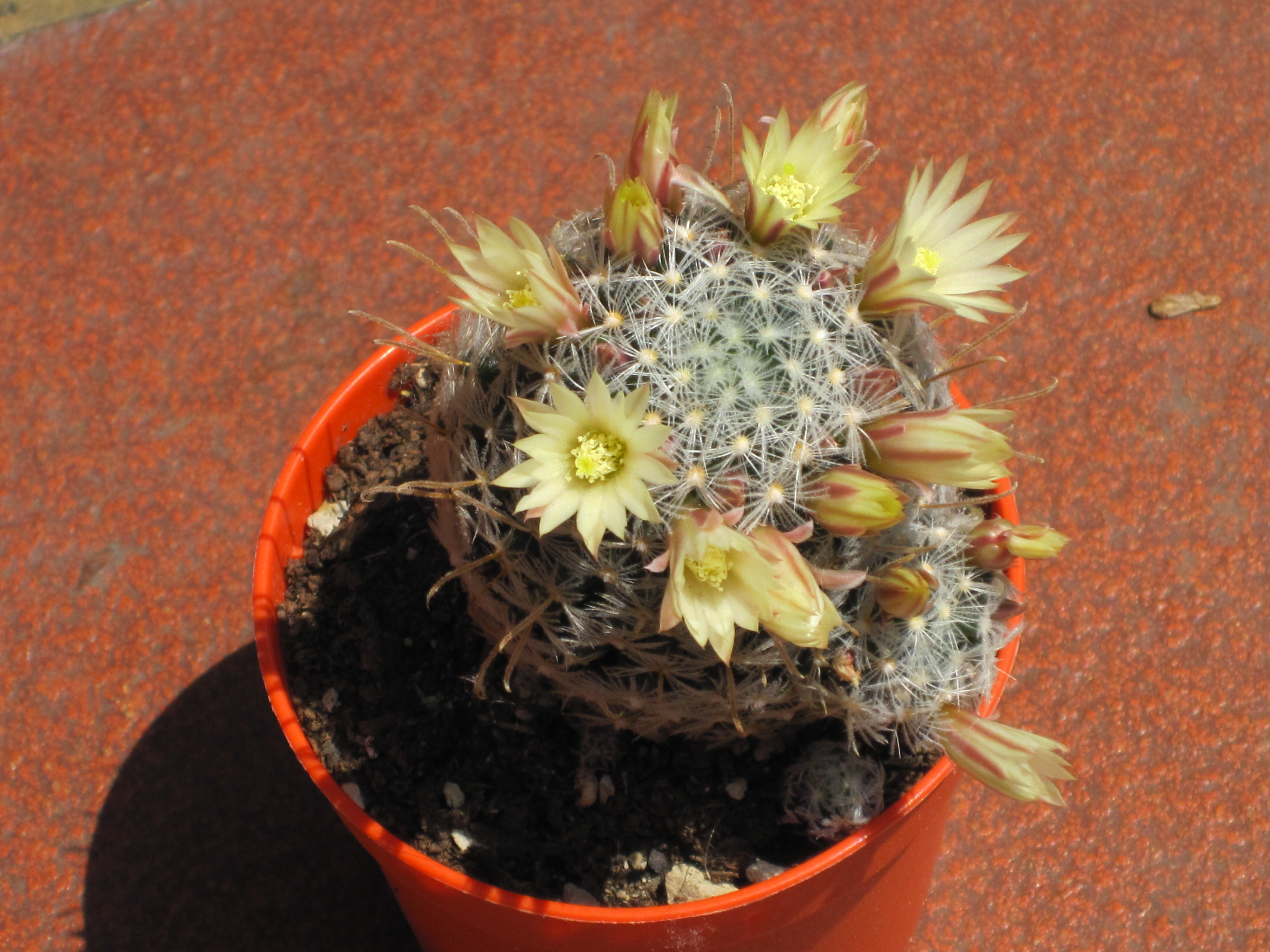
Mammillaria duwei - blommor